# Пек, Джош
Джошуа Майкл Пек (англ. Joshua Michael Peck; род. 10 ноября 1986, Нью-Йорк, США) — американский комик, актёр, режиссёр и продюсер. Наибольшую известность ему принесла роль Джоша в американском телесериале «Дрейк и Джош». Он начал свою актёрскую карьеру ребёнком в конце 1990-х годов, и стал известным для юной аудитории после его роли на «Шоу Аманды». С тех пор он снялся в таких фильмах, как «Жестокий ручей», «Школа выживания», «Безумие» и «Неуловимые».

## Биография
Джош Пек родился 10 ноября 1986 года в Нью-Йорке. Он обучался в актёрской школе Professional Performing Arts School. На момент его рождения родители Джоша не состояли в браке, и со своим родным отцом он никогда не виделся. Он вырос в еврейской семье. Воспитывался матерью Барбарой (бизнес тренер) и бабушкой по материнской линии. По достижении совершеннолетия он прошёл церемонию бар-мицвы. С раннего детства Джош страдал астмой, из-за чего часто пропускал занятия и оставался дома, сидя перед телевизором, смотря старые комедии. Это вдохновило его участвовать в стенд-ап камеди в возрасте восьми лет.

## Карьера
Пек вскоре появился в нью-йоркском молодежном музыкальном театре TADA!, а также принимал участие в «Комедийном клубе Кэролайн» для фонда Одри Хепбёрн. В возрасте 13 лет, ему была предложена роль на «Шоу Аманды» и, по предложению его матери, приняли участие и переехал в Лос-Анджелес, чтобы далее продолжить актёрскую карьеру.
Дебют его фильма «Снежный день» был в 2000 году, и он также регулярно выступал на «Шоу Аманды». Он снялся вместе с Алексом Линцем и Зеной Грей в фильме «Возмездие Макса Кибла», который был выпущен 5 октября 2001 года. Также Джош снялся в нескольких независимых фильмах, в том числе «Высший пилотаж» и 2004 году в фильме «Жестокий ручей», за что получил похвалу критиков. Телесериал на Nickelodeon, «Дрейк и Джош», который начал транслироваться в 2004 году, получил признание среди молодой аудитории. За эту роль в 2008 году он был номинирован на премию Kids' Choice Awards в номинации «Любимый актёр телевидения». В 2006 году Белл и Пек снялись фильме «Дрейк и Джош в Голливуде».
В 2011 году Джош снялся в телесериале «Виктория-победительница». В 2012 году сыграл Мэтта Эккерта в фильме «Неуловимые», а также вновь озвучил персонажа Эдди в мультфильме «Ледниковый период 4: Континентальный дрейф». В 2013 он начал озвучивать Кейси Джонса в мультсериале «Черепашки-ниндзя».
В 2015 получил ведущую роль Джеральд Кингсли в телесериале «Дедушка поневоле». Джош и Джон Стэймос были номинированы на премию People’s Choice Awards в номинации «Любимый актер в новом телесериале».
В 2016 году появился в двух эпизодах телесериала «Подача» в роли Росса, статистического аналитика. Сериал был закрыт после десяти эпизодов.
В 2022 году издал мемуары «Happy People Are Annoying», в которой подробно рассказывается о его борьбе с лишним весом, многолетней зависимости и многом другом.
С 2022 по 2023 появился в втором сезонесериала «Возвращение АйКарли» в роли Пола, ассистента Карли Шей (Миранда Косгроув). Ранее Джош и Миранда оба исполняли главные роли в сериале «Дрейк и Джош».
В 2023 году получил роль в фильме Кристофера Нолана «Оппенгеймер», где сыграл директора ядерного испытания Кеннета Бейнбриджа.

## Личная жизнь
В своих мемуарах «Happy People Are Annoying», которые были изданы в 2022 году, Джош рассказал о своей пищевой зависимости, увлечении алкоголем и запрещенными веществами после окончания съемок в телесериале «Дрейк и Джош». Причиной он назвал «помощь в борьбе с его чувствами в те времена» и «желание уйти из реальности». Позже, по его словам, он осознал, что это «путь в никуда», и таким образом он не сможет решить свои проблемы. Актёр добавил, что с 2008 года является «абсолютно трезвым».
В четвёртом сезоне «Дрейк и Джош», Пек был значительно худее, чем был в прошлых сезонах. В интервью 2006 года Джош заявил:
Я осознал, что я мог бы быть счастливее, если похудею. Я сел на диету полтора года назад и нанял личного тренера и сейчас я веду здоровый образ жизни. Кроме того, я чувствую, что являюсь образцом для подражания, ведь меня часто показывают по телевизору. Я действительно не понимаю, почему я должен быть образцом для подражания, но я знаю, что дети уважают меня, так что это моя обязанность мотивировать людей и быть вдохновляющим. Я надеюсь, что я могу сделать это для детей. Однако, не имеет никакого значения, как ты выглядишь.
В июле 2017 года Пек женился на своей давней подруге Пейдж О’Брайен.
Имеет двоих детей:
Сын — Макс (род. 2018)
Сын — Шай (род. 2022)

## Скандалы
В июле 2017 года произошло важное событие в жизни Джоша Пека – он вступил в брак со своей подругой детства, Пейдж О’Брайен. С этим событием связан скандал в социальной сети Twitter, вызванный тем, что Дрейк Белл, коллега Пека по телесериалу "Дрейк и Джош", не был приглашен на торжество. Белл выразил свое разочарование в посте: "Связи окончательно разорваны. Буду скучать, брат."
Публикация Белла вызвала шквал негодования со стороны поклонников сериала, которые не понимали, почему Пек не пригласил Белла, считающегося его "сводным братом" по съемочной площадке, на свою свадьбу. В ответ на эти обвинения, в 2022 году в рамках одного из подкастов на YouTube-канале BFF’s, Джош Пек прокомментировал, что после завершения работы над сериалом "Дрейк и Джош", отношения между ним и Дрейком Беллом не были дружескими. Он также упомянул, что после публикации Белла в Twitter, на одной из встреч они смогли разрешить конфликт, и Белл извинился перед Пейдж О’Брайен за свое заявление в социальной сети.
Однако, после этого интервью, в социальных сетях вновь вспыхнули дискуссии вокруг Пека, на этот раз обвиняя его в неискренности и лицемерии. Эти обвинения были вызваны тем, что после свадьбы на YouTube-канале Джоша Пека были опубликованы несколько видео с участием Дрейка Белла, демонстрирующие их дружеские отношения.

## Фильмография
| Год       |     | Русское название                            | Оригинальное название                            | Роль                     |
| --------- | --- | ------------------------------------------- | ------------------------------------------------ | ------------------------ |
| 2000      | ф   | Снежный день                                | Snow Day                                         | Уэйн Элворт              |
| 2000      | мс  | —                                           | The What a Cartoon Show                          | Ленни                    |
| 2000      | ф   | Новоприбывшие                               | The Newcomers                                    | Слим                     |
| 2000—2002 | с   | Шоу Аманды                                  | The Amanda Show                                  | разные персонажи         |
| 2001      | с   | Скорая помощь                               | ER                                               | Ник Стивенс              |
| 2001      | мс  | Гриффины                                    | Family Guy                                       | Чарли                    |
| 2001      | ф   | Возмездие Макса Кибла                       | Max Keeble’s Big Move                            | Роуб                     |
| 2001      | мс  | Самурай Джек                                | Samurai Jack                                     | разные персонажи         |
| 2001      | тф  | —                                           | Mad TV Live and Almost Legal                     | сын соседа               |
| 2002      | с   | Безумное телевидение                        | Mad TV                                           | Джеффри Лагз             |
| 2002      | ф   | Высший пилотаж                              | Spun                                             | толстый мальчик          |
| 2002      | мс  | —                                           | Fillmore!                                        | Рэндолл Джулиан          |
| 2002      | мс  | Ллойд в космосе                             | Lloyd in Space                                   | второй участник дебатов  |
| 2002—2003 | мс  | —                                           | Whatever Happened to… Robot Jones?               | Ленни / разные персонажи |
| 2003      | мс  | Крутые девчонки                             | The Powerpuff Girls                              | второй мальчик           |
| 2003—2004 | с   | Защитник                                    | The Guardian                                     | Кристофер Рэпп           |
| 2004      | ф   | Жестокий ручей                              | Mean Creek                                       | Джордж Туни              |
| 2004—2007 | с   | Дрейк и Джош                                | Drake & Josh                                     | Джош Николс              |
| 2005      | ф   | Крэйзи                                      | Havoc                                            | Джош Рубин               |
| 2006      | тф  | Дрейк и Джош в Голливуде                    | Drake and Josh Go Hollywood                      | Джош Николс              |
| 2006      | ф   | Особый парень: Тупой супергерой             | Special                                          | Джоуи                    |
| 2006      | ки  | —                                           | Ice Age 2: The Meltdown                          | Эдди                     |
| 2006      | мф  | Ледниковый период 2: Глобальное потепление  | Ice Age: The Meltdown                            | Эдди                     |
| 2006      | мс  | Команда нашего двора                        | Codename: Kids Next Door                         | Нумбух                   |
| 2006      | мс  | Что новенького, Скуби-Ду?                   | What’s New, Scooby-Doo?                          | разные персонажи         |
| 2008      | ф   | Безумие                                     | The Wackness                                     | Люк Шапиро               |
| 2008      | ф   | Школа выживания                             | Drillbit Taylor                                  | Ронни Лампанелли         |
| 2008      | тф  | Счастливого Рождества, Дрейк и Джош         | Merry Christmas, Drake & Josh                    | Джош Николс              |
| 2009      | ф   | Американский примитив                       | American Primitive                               | Спок Уайт                |
| 2009      | ф   | Запасное стекло                             | Safety Glass                                     | Джим Лемент              |
| 2009      | с   | АйКарли                                     | iCarly                                           | Джимми                   |
| 2009      | мф  | Ледниковый период 3: Эра динозавров         | Ice Age: Dawn of the Dinosaurs                   | Эдди                     |
| 2009      | ки  | —                                           | Ice Age: Dawn of the Dinosaurs                   | Эдди                     |
| 2009      | ф   | Пришельцы на чердаке                        | Aliens in the Attic                              | Спаркс                   |
| 2011      | с   | Виктория-победительница                     | Victorious                                       | Джош Николс              |
| 2011      | мф  | Ледниковый период: Гигантское Рождество     | Ice Age: A Mammoth Christmas                     | Эдди                     |
| 2012      | ф   | Банкомат                                    | ATM                                              | Кори Томпсон             |
| 2012      | мф  | Ледниковый период 4: Континентальный дрейф  | Ice Age: Continental Drift                       | Эдди                     |
| 2012      | ки  | —                                           | Ice Age: Continental Drift — Arctic Games        | Эдди                     |
| 2012      | ф   | Неуловимые                                  | Red Dawn                                         | Мэтт Экерт               |
| 2013      | мф  | Повелитель джунглей                         | 绿林大冒险                                       | Блю                      |
| 2013      | ф   | Буковски                                    | Bukowski                                         | Чарльз Буковски          |
| 2013      | ф   | Короли танцпола                             | Battle of the Year                               | Франклин                 |
| 2013—2014 | с   | Проект Минди                                | The Mindy Project                                | Рэй Рон                  |
| 2013—2017 | мс  | Черепашки-Ниндзя                            | Teenage Mutant Ninja Turtles                     | Кейси Джонс              |
| 2014      | с   | Теория Большого взрыва                      | The Big Bang Theory                              | Джесси                   |
| 2014      | с   | Бунтари                                     | The Rebels                                       | Дэнни Норвуд             |
| 2014      | ки  | —                                           | Teenage Mutant Ninja Turtles: Danger of the Ooze | Кейси Джонс              |
| 2015      | ф   | Шафер напрокат                              | The Wedding Ringer                               | плохой шафер             |
| 2015      | ф   | Достоинство                                 | The Timber                                       | Сэмюел                   |
| 2015      | кор | Рестлинг не рестлинг                        | Wrestling Isn’t Wrestling                        | зритель                  |
| 2015      | ф   | Второй шанс                                 | Danny Collins                                    | Ники Эрнст               |
| 2015—2016 | с   | Дедушка поневоле                            | Grandfathered                                    | Джеральд Кингсли         |
| 2016      | мф  | Ледниковый период: Погоня за яйцами         | Ice Age: The Great Egg-Scapade                   | Эдди                     |
| 2016      | мф  | Ледниковый период 5: Столкновение неизбежно | Ice Age: Collision Course                        | Эдди                     |
| 2016      | ф   | Любовь к большому городу                    | Chronically Metropolitan                         | Джон                     |
| 2016      | с   | Подача                                      | Pitch                                            | Росс                     |
| 2016      | кор | —                                           | Mandroid                                         | ПЛ8-0                    |
| 2017      | ф   | Лабиринт                                    | The Labyrinth                                    | ПЛ8-0                    |
| 2017      | мф  | Братья Медведи: Тайна трёх миров            | Boonie Bears: Entangled Worlds                   | Брамбл                   |
| 2017      | ф   | Перерыв                                     | Take the 10                                      | Крис                     |
| 2017      | с   | —                                           | The Pain of Painting                             | н/д                      |
| 2017      | кор | —                                           | Ingenue-ish                                      | Мел                      |
| 2017      | с   | —                                           | Un Amor                                          | в роли самого себя       |
| 2017      | мф  | Гномы в доме                                | Gnome Alone                                      | Лиам                     |
| 2018      | ф   | В поисках серебряного озера                 | Locating Silver Lake                             | Дэниел                   |
| 2018      | мс  | Тролли                                      | Trolls: The Beat Goes On!                        | Баш                      |
| 2018      | мс  | —                                           | Legendary Place                                  | тролль                   |
| 2018      | мс  | Лего Звёздные войны: Все звёзды             | Lego Star Wars: All-Stars                        | Пейс                     |
| 2018—2020 | с   | Более полный дом                            | Fuller House                                     | Бен                      |
| 2019      | с   | Лиза по первому требованию                  | Liza on Demand                                   | Джонас                   |
| 2021—2023 | с   | Возвращение АйКарли                         | iCarly Revival                                   | Пол                      |
| 2021      | с   | Тёрнер и Хуч                                | Turner & Hooch                                   | Тернер                   |
| 2022      | с   | Как я встретила вашего папу                 | How I Met Your Father                            | Дрю                      |
| 2023      | ф   | Оппенгеймер                                 | Oppenheimer                                      | Кеннет Бейнбридж         |
| 2024      | ф   | Летний лагерь                               | Summer Camp                                      | Джимми                   |
| 2025      | с   | Одни из нас                                 | The Last of Us                                   | Яновиц                   |